# Jedci mrtvih
Jedci mrtvih : rokopis Ibn Fadlana, ki opisuje svoje izkušnje s Severnjaki leta Gospodovega 922 (v izvirniku angleško Eaters of the Dead: The Manuscript of Ibn Fadlan Relating His Experiences with the Northmen in 922 CE) je zgodovinski roman ameriškega pisatelja Michaela Crichtona, ki je prvič izšel leta 1976. 
Zgodba pripoveduje o potovanju arabskega popotnika iz 10. stoletja na sever Evrope in popisuje njegove izkušnje z Vikingi. Kot pojasnjuje avtor v spremnem besedilu, je osnovan na dveh zgodovinskih virih: začetek je zgodba iz zapiskov arabskega odposlanca Ahmeda ibn Fadlana, preostanek pa je priredba staroangleškega epa Beowulf.
Po romanu je bil leta 1999 posnet film Trinajsti bojevnik (hkrati je izšel ponatis s tem naslovom) z Antoniem Banderasom v glavni vlogi. S filmsko priredbo so bile težave že med produkcijo, ki je trajala več let; studio z izdelkom ni bil zadovoljen, zato so najeli Crichtona kot koproducenta, ki je prvo različico močno predelal. Tudi končna različica pa je doživela kritiški in finančni neuspeh in velja za eno največjih hollywoodskih finančnih polomij vseh časov. Vzporedno s filmom je pri založbi DZS izšel tudi prevod Ferdinanda Miklavca v slovenščino (COBISS).